# 228
Năm 228 là một năm trong lịch Julius. 

## Mất
- Mã Tốc, em trai của Mã Lương. Mã Tốc bị Gia Cát Lượng xử chém khi để mất Nhai Đình